# Edith Ruß
Edith Maria Ruß (auch Russ; * 22. Januar 1919 in Hildesheim; † 18. Juli 1993 in Oldenburg) war eine deutsche Mäzenin. Sie ist die Stifterin des Hauses für Medienkunst Oldenburg in Oldenburg.

## Leben
Ruß wurde am 22. Januar 1919 in Hildesheim geboren. Im Herbst 1929 zog die Familie nach Oldenburg um, wo sie nur bis Ostern 1932 das Mädchengymnasium Cäcilienschule besuchte.

### Im Nationalsozialismus
Von 1934 bis 1936 besuchte sie die „Staatliche Deutsche Oberschule“. Die nationalsozialistischen Jugenddienstpflichten absolvierte sie jeweils schon bevor sie verpflichtend für alle Jugendlichen im Dritten Reich wurden: bereits ab 1. Februar 1934 (verpflichtend ab 1936) wurde sie Mitglied im Bund Deutscher Mädel (BDM); vermutlich 1936/37 leistete sie ihr BDM-Pflichtjahr (verpflichtend ab 1938) in einem Haushalt in Bad Rothenfelde; und vom 27. April bis 30. September 1937 arbeitete sie als Postbetriebsangestellte im Fernsprechbetriebsdienst, möglicherweise im Rahmen des Reichsarbeitsdienstes der weiblichen Jugend (RADwJ).
Anschließend wurde Edith Ruß ab Oktober 1937 Schulsekretärin an ihrem früheren Mädchengymnasium. Im Jahr 1939 wechselte  sie zunächst als Sekretärin zu den „Oldenburger Nachrichten“, um eine Ausbildung zur Schriftleiterin zu machen. Nach Kriegsbeginn ab Oktober 1939 startete sie hier mit einem Volontariat ihre Karriere als Journalistin. Auf der Zugreise für eine Reportage über die Worpsweder Künstlergruppe begegnete sie 1940 dem über 20 Jahre älteren Schriftsteller und Kulturjournalisten Manfred Hausmann, mit dem sie dann über viele Jahre befreundet und liiert war und einen Briefwechsel begann. Für beide galt damals das schon seit 1934 in Kraft getretene nationalsozialistische Schriftleitergesetz, es machte auch den vermeintlich unpolitischen Kulturjournalismus zum Sprachrohr der NS-Regierung und des Propagandaapparates der Reichspressekammer, einer Abteilung der Reichskulturkammer. Daher entsprachen auch die Themen und Kulturbeiträge von Edith Russ dem Ton jener Zeit.
Ab Herbst 1940 arbeitete Ruß über ein Jahr lang zunächst wiederum als Sekretärin beim Präsidenten des Oberverwaltungsgerichts Oldenburg, Eugen Dugend, in dessen Aufgabenbereich ab 1933 der Umbau der Verwaltungsstrukturen (Gleichschaltung) fiel. Am 21. November 1940 beantragte sie die Aufnahme in die NSDAP und wurde zum 1. Januar 1941 aufgenommen (Mitgliedsnummer 8.346.788).
Sie bestand ihre Prüfung als Schriftleiterin, was einem beamtenähnlichen Status gleichkam. Für diese Laufbahn hatte sie ihre arische Abstammung nachweisen müssen. Im November 1941 zog sie nach Berlin und arbeitete als Schriftleiterin im Frauenmagazin Hella. Nach dem nationalsozialistischen Schriftleitergesetz bestimmten nicht mehr die Verlage, sondern die Schriftleiter sowohl Inhalte einer Zeitung als auch die Stellenvergaben. Ihre vorgesetzte Hauptschriftleiterin bei der Zeitschrift Hella war Luiselotte Enderle, die Lebensgefährtin des vom NS-Regime verfemten Schriftstellers Erich Kästner, mit ihr stand Ruß noch später nach dem Krieg in privatem Briefkontakt. Nachdem die Hella 1943 kriegsbedingt wegen Papiermangels eingestellt worden war, zog Ruß weiter zu einem Gauverlag in Breslau, der damaligen deutschen Gauhauptstadt in Schlesien, als Schriftleiterin bei der Schlesischen Sonntagspost. Wegen Heimweh und Schwierigkeiten mit dem Breslauer Klima kehrte sie jedoch bereits nach wenigen Wochen zurück nach Oldenburg. Hier leitete Ruß ab Juli 1943 das Feuilleton der Oldenburgischen Staatszeitung (Amtliches Verkündungsblatt des Reichsstatthalters, der Oldenburgischen Staatsregierung, der NSDAP und DAF) und schrieb bis Kriegsende u. a. zahlreiche Rezensionen zu Film, Theater und Kunst.

### Nach 1945
Nach dem Ende des NS-Regimes im Mai 1945 beendete sie ihre schreibende Tätigkeit und begann ein Lehramtsstudium an der Pädagogischen Akademie in Oldenburg. Für die Aufnahme in den Schuldienst an Volksschulen wurde sie 1950 im Entnazifizierungsverfahren als entlastet in der Kategorie V eingestuft. Es folgten Arbeitsstellen als Volksschullehrerin in Iprump bei Delmenhorst (1946–47), Holzhausen (1948–1952) und in Oldenburg (Mädchenschule Eversten 1952–1956, Schule Bürgeresch 1956–1970). 1970 begann sie noch ein Zusatzstudium am Institut für Sonderpädagogik in Hannover, das sie 1972 mit 53 Jahren abschloss. Danach arbeitete sie weiter als Sonderschullehrerin  an der „Sonderschule für Geistigbehinderte“ am Oldenburger Pferdemarkt. 1978 wurde die Studienrätin im Alter von 59 Jahren krankheitsbedingt vorzeitig pensioniert.
1990 erkrankte Edith Ruß an Krebs, woran sie am 18. Juli 1993 starb.

## Edith-Russ-Haus für Medienkunst
Edith Russ hatte sich zeitlebens für Literatur, Theater, Musik und die bildenden Künste interessiert. Ab den 1980er Jahren erwarb sie überwiegend Kleinplastiken, die sie sie der Dauerausstellung „Kunst des 20. Jahrhunderts“ im Augusteum (Teil des Oldenburger  Landesmuseums für Kunst und Kulturgeschichte) zunächst als Leihgaben zur Verfügung stellte. Nach ihrer Krebserkrankung begann sie, ihren Nachlass zu regeln; die früheren Leihgaben wurden zu Schenkungen.
Ihr gesamtes Barvermögen von fast 2 Millionen DM vermachte sie darüber hinaus der Stadt Oldenburg mit der Maßgabe, ein Haus für die „Kunst im Übergang ins neue Jahrtausend“ zu erschaffen. Auch verfügte sie testamentarisch, dass es ihren Namen tragen sollte. So wurde im Jahr 2000 das Edith-Russ-Haus für Medienkunst eröffnet. Das Kulturamt veröffentlichte als Dank eine Biografie ihrer Oldenburger Mäzenin.

## Kontroverse um die Namensgebung
Erst im Jahr 2024 entspann sich eine öffentliche Diskussion über mögliche nationalsozialistische Verstrickungen der Stifterin. Ruß sei laut einem Bericht der Taz eine „fanatische Nationalsozialistin“ gewesen, die während des Zweiten Weltkriegs in ihrer Rolle als Feuilleton-Chefin der Oldenburgischen Staatszeitung ihre ideologischen Ansichten verbreitet hatte. Trotz ihres schriftstellerischen Engagements für das NS-Regime, ihrer Bewunderung für NS-Künstler und ihres propagandistischen Kulturjournalismus hatten die Stadt Oldenburg und das Edith-Russ-Haus zunächst auf eine Aufarbeitung dieser Aspekte ihrer Biografie verzichtet. Lange hatte man sich auf ihre eigenen Angaben im Entnazifizierungsverfahren verlassen, in dem sie ihre Parteimitgliedschaft wie auch ihre Arbeit für den Gauverlag NS-Schlesien verschwiegen hatte und als „entlastet“ eingestuft worden war.
Eine Veröffentlichung ihrer NSDAP-Mitgliedskarte im April 2024 widerlegte diese Selbstdarstellung, die in einer vom Kulturamt der Stadt Oldenburg zur Eröffnung des Edith-Russ-Hauses im Jahr 2000 herausgegebenen Biografie noch unkritisch verbreitet worden war. In Wirklichkeit hatte Edith Ruß zehn Monate nach dem Erreichen der Volljährigkeit am 21. November 1940 ihre Mitgliedschaft in der NSDAP beantragt und diese zum 1. Januar 1941 erhalten (Mitgliedsnummer 8.346.788). Die 2024 von der Stadt beauftragten Historiker Mareike Witkowski und Joachim Tautz kamen in ihrem Gutachten zum Ergebnis, dass Ruß mit ihren kulturjournalistischen Artikeln zu Kino, Filme, Kunst und Musik und weiteren Themen das NS-System während des Krieges gestützt hatte: „In dem Sinne war sie eine, die das System stabilisiert hatte, aber – das muss man auch deutlich sagen – auf einer untergeordneten Ebene.“
Im Rahmen dieser Gutachtertätigkeit wurde auch festgestellt, dass die zweite Stifterin Elisabeth Brand ebenfalls Mitglied der NSDAP (ab 1933) war. Sie war weiterhin Mitglied in zahlreichen anderen nationalsozialistischen Organisationen, so in der NS-Frauenschaft, der Nationalsozialistischen Volkswohlfahrt, dem NS-Lehrerbund, dem Volksbund für das Deutschtum im Ausland, dem Reichsluftschutzbund und dem Reichskolonialbund. Für die NS-Frauenschaft Varel war sie Propagandaleiterin und Ortsgruppenkassenwalterin, für die NS-Frauenschaft Oldenburg Blockwalterin.
Oldenburgs Oberbürgermeister Jürgen Krogmann sprach sich aufgrund der Erkenntnisse zur NS-Vergangenheit der Namensgeberin  und des Vertrauensbruchs zur Mäzenin dafür aus, das Edith-Russ-Haus für Medienkunst umzubenennen. Auch das Team des Edith-Russ-Hauses selbst unterstützte die Namensänderung wegen eines möglichen Imageschadens. Die Fraktionen im Oldenburger Stadtrat positionierten sich mit konträren Positionen. Ein Journalist der Oldenburger Lokalpresse kommentierte folgendermaßen: „Das Haus für Medienkunst trägt nachgewiesenermaßen den Namen einer Frau, die das Gedankengut der Nationalsozialisten  ungefiltert verbreitete. Und als wäre das nicht schon peinlich genug, steht das von ihr gestiftete Gebäude in Sichtweite des Denkmals, das an die an dieser Stelle von den Nazis niedergebrannte Synagoge und die Opfer der Juden-Verfolgung erinnert.“
Der Oldenburger Stadtrat fasste in seiner Sitzung am 24. Februar 2025 mehrheitlich den Beschluss der Umbenennung in Haus für Medienkunst.